# Tadżykistan na Letnich Igrzyskach Olimpijskich 2020
Tadżykistan na Letnich Igrzyskach Olimpijskich 2020 reprezentowało dziesięcioro zawodników: dziewięciu mężczyzn i jedna kobieta. Był to 7 start reprezentacji Tadżykistanu na letnich igrzyskach olimpijskich.

## Skład kadry

### Boks
| Zawodnik              | Konkurencja               | 1/16             | 1/8              | Ćwierćfinał      | Półfinał         | Finał            | Finał   | Źródło |
| Zawodnik              | Konkurencja               | Przeciwnik Wynik | Przeciwnik Wynik | Przeciwnik Wynik | Przeciwnik Wynik | Przeciwnik Wynik | Miejsce | Źródło |
| --------------------- | ------------------------- | ---------------- | ---------------- | ---------------- | ---------------- | ---------------- | ------- | ------ |
| Bachodur Usmonow      | waga musza mężczyzn       | los Santos W 4-1 | Abduraimov P 0-5 | NQ               | NQ               | NQ               | 9.      | [ 3 ]  |
| Szabbos Negmatułłojew | waga półciężka mężczyzn   | Daxiang P 0-4    | NQ               | NQ               | NQ               | NQ               | 17.     | [ 4 ]  |
| Sijowusz Zuchurow     | waga superciężka mężczyzn | Bye              | Aliev P 0-5      | NQ               | NQ               | NQ               | 9.      | [ 5 ]  |

### Judo
| Zawodnik               | Konkurencja | 1/32                | 1/16                  | 1/8                 | Ćwierćfinał         | Półfinał            | Repasaże            | Finał / 3.miejsce   | Finał / 3.miejsce | Źródła |
| Zawodnik               | Konkurencja | Przeciwniczka Wynik | Przeciwniczka Wynik   | Przeciwniczka Wynik | Przeciwniczka Wynik | Przeciwniczka Wynik | Przeciwniczka Wynik | Przeciwniczka Wynik | Pozycja           | Źródła |
| ---------------------- | ----------- | ------------------- | --------------------- | ------------------- | ------------------- | ------------------- | ------------------- | ------------------- | ----------------- | ------ |
| Somon Mahmadbekow      | -73 kg (m)  | Alikaj W 10-00      | Njie W 10-00          | Orucov P 00-01      | NQ                  | NQ                  | NQ                  | NQ                  | 9.                | [ 6 ]  |
| Akmał Murodow          | -81 kg (m)  | Andrew W 10-00      | Grigalaszwili P 00-11 | NQ                  | NQ                  | NQ                  | NQ                  | NQ                  | 17.               | [ 7 ]  |
| Komronszoh Ustopirijon | -90 kg (m)  | Bye                 | Clerget P 00-10       | NQ                  | NQ                  | NQ                  | NQ                  | NQ                  | 17.               | [ 8 ]  |
| Temur Rachimow         | +100 kg (m) | Bye                 | Granda P 01-00        | Tusziszwili P 00-10 | NQ                  | NQ                  | NQ                  | NQ                  | 9.                | [ 9 ]  |

### Lekkoatletyka
| Zawodnik         | Konkurencja | Eliminacje | Eliminacje | 1 Runda | 1 Runda | Półfinał | Półfinał | Finał | Finał   | Źródło |
| Zawodnik         | Konkurencja | Wynik      | Miejsce    | Wynik   | Miejsce | Wynik    | Miejsce  | Wynik | Miejsce | Źródło |
| ---------------- | ----------- | ---------- | ---------- | ------- | ------- | -------- | -------- | ----- | ------- | ------ |
| Ildar Achmadijew | 100 m (m)   | 10,66      | 4.         | NQ      | NQ      | NQ       | NQ       | NQ    | NQ      | [ 10 ] |

### Pływanie
| Zawodnik           | Konkurencja       | Eliminacje | Eliminacje | Półfinał | Półfinał | Finał | Finał   | Źródło |
| Zawodnik           | Konkurencja       | Czas       | Miejsce    | Czas     | Miejsce  | Czas  | Miejsce | Źródło |
| ------------------ | ----------------- | ---------- | ---------- | -------- | -------- | ----- | ------- | ------ |
| Olimdżon Iszanow   | 50 m dowolnym (m) | 26,12      | 60.        | NQ       | NQ       | NQ    | NQ      | [ 11 ] |
| Anastasija Tjurina | 50 m dowolnym (k) | 29,05      | 62.        | NQ       | NQ       | NQ    | NQ      | [ 12 ] |